# Epargyreus
Epargyreus – rodzaj motyli z rodziny powszelatkowatych (Hesperiidae).